# Церопегия Вуда
Церопегия Вуда (лат. Ceropegia woodii) — вид ползучих многолетних растений рода Церопегия (Ceropegia), семейства Кутровые (Apocynaceae), произрастающий на территории Южной Африки.

## Название
Родовое латинское название Ceropegia происходит от двух греческих слов: keros, что означает «воск» или «восковая свеча», и pegnynai, что означает «собираться» или «объединяться», возможно, из-за похожих на люстры соцветий некоторых видов. Также, вторая часть слова может происходить от греческого слова pege — «фонтан».
Латинский видовой эпитет woodii был дан в честь Джона Медли Вуда (1827–1915), британского ботаника.

## Описание

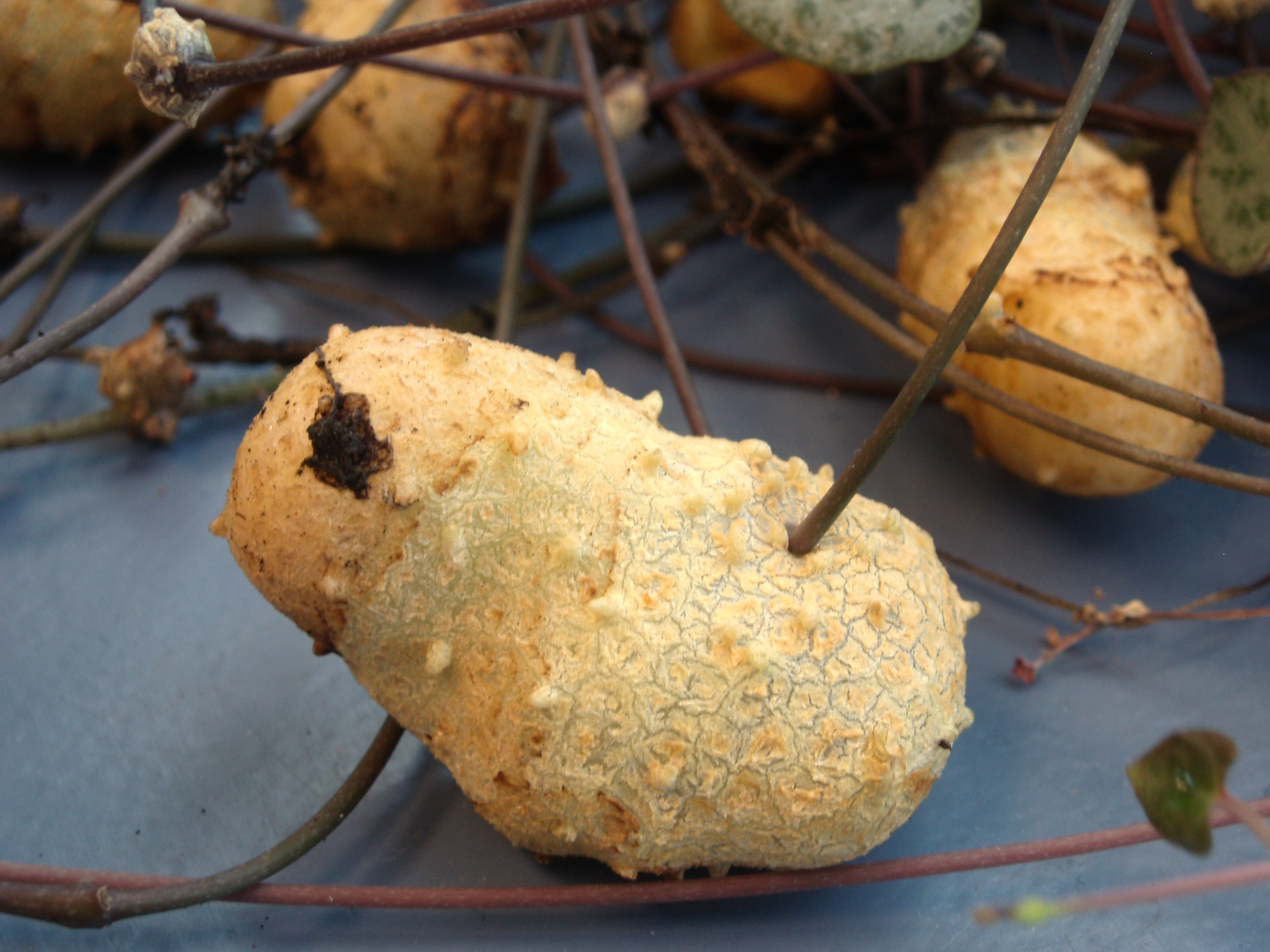
Клубни

Сочная, вечнозеленая стелющаяся лиана, которая вырастает до 2-5 см в высоту и достигает 2-4 м в длину. Стебель тонкий и свисающий, на котором свисают листья. Листья имеют сердцевидную форму, похожую на листья цикламена, с серебристо-зелеными оттенками сверху и от зеленого до пурпурного на нижней поверхности. На корнях, а иногда и на стеблях часто образуются клубни. На стеблях они образуются в узлах и, вероятно, могут использоваться для размножения растения.
Цветки восковые, узкие, и выпуклые у основания, напоминающие маленькие перевернутые вазочки. Их длина составляет около 2,5-3 см, они окрашены в грязно-белый и бледно-пурпурный цвет, и у них есть пять лепестков темно-фиолетового/коричневого оттенка. Цветение обильное и происходит в конце лета-осенью, но цветы могут появляться до середины зимы при подходящих условиях выращивания. Плоды представляют собой роговидные семенные коробочки, содержащие плоские семена с собственным маленьким парашютом, которые переносятся ветром.

## Распространение и экология
Природный ареал: ЮАР, Мозамбик, Эсватини и Зимбабве. Это растение произрастает в субтропическом биоме.
В природе Церопегия Вуда произрастает преимущественно на скалистых уступах в лесах на высоте 100–1180 м над уровнем моря. Клубни обычно встречаются в трещинах с тонким слоем почвы по краям обрывов. Его также можно найти в открытых или закрытых лесах, редко на пастбищах. Почвы обычно богаты гумусом, суглинком или песчаными почвами, которые могут быть каменистыми или гравийными. Растения обитают в основном в затененных местах. Естественная среда обитания находится в незамерзающих районах с относительно большим количеством осадков (600–1000 мм в год), со средней максимальной температурой около 26ºC и средней минимальной температурой 16ºC. Как правило, многие виды церопегии растут и взбираются естественным образом среди кустов, которые обеспечивают тень и влажность у основания, тогда как вегетативная часть находится на свету.

## Таксономия

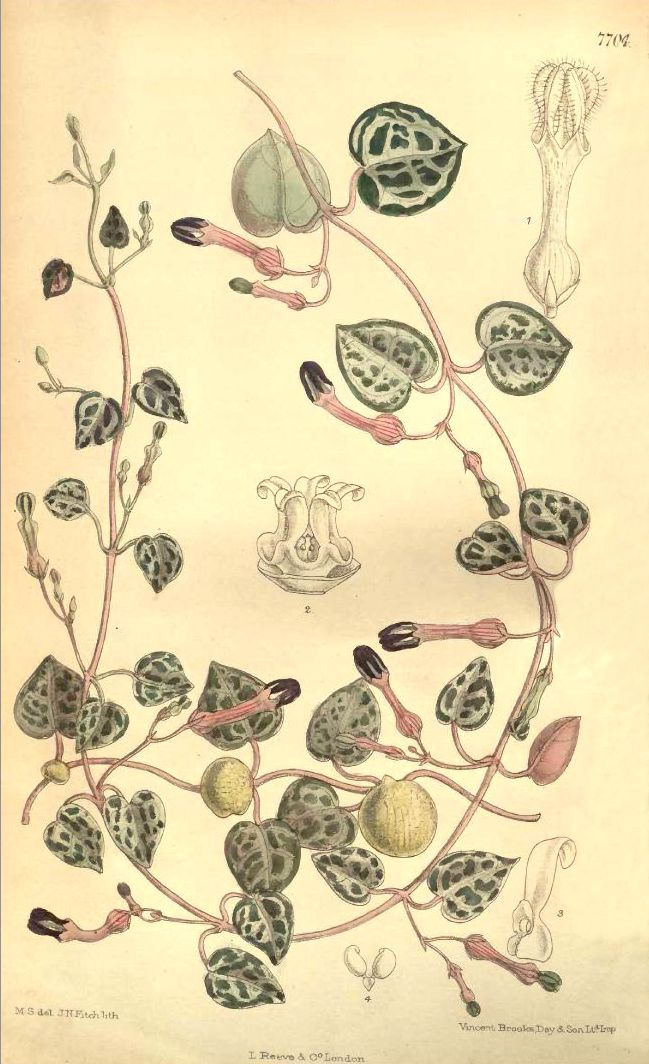
Иллюстрация в ботаническом журнале «Curtis’s Botanical Magazine»

Ceropegia woodii Schltr., первое упоминание в Beibl. Bot. Jahrb. Syst. 45: 34 (1894).

### Синонимы
Гомотипные (основанные на одном и том же номенклатурном типе):
- Ceropegia linearis subsp. woodii (Schltr.) H.Huber (1957)

Гетеротипные (основанные на разных номенклатурных типах):
- Ceropegia barbertonensis N.E.Br. (1909)
- Ceropegia euryacme Schltr. (1905)
- Ceropegia hastata N.E.Br. (1909)
- Ceropegia leptocarpa Schltr. (1905)
- Ceropegia schoenlandii N.E.Br. (1913)